# La Frecha
La Frecha es una localidad española del municipio de Camaleño, perteneciente a la comunidad autónoma de Cantabria.

## Geografía
La localidad está ubicada a 380 m s. n. m., en la margen derecha del río Deva y a 2 kilómetros de la capital municipal, Camaleño.

## Historia
Formó parte del antiguo Concejo de Valdebaró. Hacia mediados del siglo XIX, el lugar era referido como una aldea ya por entonces perteneciente al municipio de Camaleño. Aparece descrito en el octavo volumen del Diccionario geográfico-estadístico-histórico de España y sus posesiones de Ultramar de Pascual Madoz con las siguientes palabras:

FRECHA (la): ald. en la prov. de Santander, part. jud. de Potes; pertenece al l. de Baró. (V.)
(Madoz, 1847, p. 170)

En 2023, la entidad singular de población de La Frecha tenía empadronados 19 habitantes, todos ellos en el núcleo de población de ese nombre.

## Patrimonio
De su arquitectura destaca la ermita de Nuestra Señora de la O.